# El Laurel, Durango
El Laurel är en ort i Mexiko.   Den ligger i kommunen Topia och delstaten Durango, i den centrala delen av landet, 1 000 km nordväst om huvudstaden Mexico City. El Laurel ligger 923 meter över havet och antalet invånare är 122.
Terrängen runt El Laurel är bergig åt nordväst, men åt sydost är den kuperad. Runt El Laurel är det mycket glesbefolkat, med 4 invånare per kvadratkilometer. Närmaste större samhälle är Las Adjuntas, 10,2 km söder om El Laurel. I omgivningarna runt El Laurel växer huvudsakligen savannskog.